# Nataša Bokal
Nataša Bokal, née le 9 mai 1967 à Škofja Loka, est une ancienne skieuse alpine slovène.

## Palmarès

### Jeux olympiques d'hiver
| Épreuve / Édition | Albertville 1992 | Nagano 1998 | Salt Lake City 2002 |
| Géant             | 13e              | 20e         | Ab.                 |
| Slalom            | Ab.              | 11e         | 9e                  |
| Combiné           | 7e               | -           | -                   |

### Championnats du monde
| Épreuve / Édition | Saalbach 1991 | Sierra Nevada 1996 | Sestrières 1997 | Vail 1999 |
| Géant             | 12e           | DNS.               | 18e             | 20e       |
| Slalom            | Argent        | 10e                | Ab.             | 13e       |

### Coupe du monde
- Meilleur résultat au classement général : 19e en 1991
  - 1 victoire : 1 slalom

### Saison par saison
- Coupe du monde 1990 :
  - Classement général : 38e
- Coupe du monde 1991 :
  - Classement général : 19e
    - 1 victoire en slalom : Kranjska Gora I
- Coupe du monde 1992 :
  - Classement général : 27e
- Coupe du monde 1993 :
  - Classement général : 58e
- Coupe du monde 1994 :
  - Classement général : 88e
- Coupe du monde 1995 :
  - Classement général : 87e
- Coupe du monde 1996 :
  - Classement général : 49e
- Coupe du monde 1997 :
  - Classement général : 50e
- Coupe du monde 1998 :
  - Classement général : 63e
- Coupe du monde 1999 :
  - Classement général : 40e
- Coupe du monde 2000 :
  - Classement général : 37e
- Coupe du monde 2001 :
  - Classement général : 101e
- Coupe du monde 2002 :
  - Classement général : 82e
- Coupe du monde 2003 :
  - Classement général : 100e